# Christian Petzold (réalisateur)
Pour les articles homonymes, voir Christian Petzold.
Christian Petzold est un réalisateur allemand, né le 14 septembre 1960 à Hilden.

## Biographie
Après avoir fait son service civil dans un ciné-club de Rhénanie[réf. souhaitée] , il finit ses études (lettres et théâtre) à Berlin. Diplômé de l'Académie allemande du film et de la télévision de Berlin (DFFB) où il est l'élève de Harun Farocki et de Harmut Bitomsky, il devient ensuite assistant à la réalisation puis réalisateur.
De 1988 à 1994, il tourne au cours de ses études de cinéma divers courts métrages et collabore à d'autres films, notamment ceux réalisés par Harun Farocki, Harmut Bitomsky et Thomas Arslan. Son film de sortie d'école en 1994 est le téléfilm Pilotes, coproduit par la société de production Schramm Films avec laquelle Petzold collabore depuis cette date. Il réalise ensuite deux autres téléfilms policiers  Cuba Libre (1996) et  Die Beischlafdiebin (1998). C'est en 2000 qu'il réalise son premier long-métrage sorti en salles : Contrôle d'identité (Die Innere Sicherheit) dont il signe également le scénario.
Ce film fera de Christian Petzold l'un des chefs de file de la "nouvelle vague" du cinéma allemand (et notamment de ce qu'on a appelé l'"école de Berlin") et lui permettra d'être, par la suite, fréquemment, sélectionné en compétition au Festival de Berlin et au Festival de Venise.
Il est élu membre de l'Académie des arts de Berlin en 2009.

## Filmographie
- 1994 : Pilotes (téléfilm)
- 1996 : Cuba Libre (téléfilm)
- 1998 : Die Beischlafdiebin (téléfilm)
- 2000 : Contrôle d'identité (Die Innere Sicherheit)
- 2002 : Rencontres dangereuses (Toter Mann) (téléflim)
- 2003 : L'Ombre de l'enfant (Wolfsburg)
- 2005 : Fantômes (Gespenster)
- 2007 : Yella
- 2009 : Jerichow (de)
- 2011 : Etwas Besseres als den Tod (téléfilm) (projet collectif Dreileben-Trois vies autour du même fait divers. Les autres volets sont réalisés par Dominik Graf et Christoph Hochhäusler)
- 2012 : Barbara
- 2014 : Phoenix
- 2018 : Transit
- 2020 : Ondine (Undine)
- 2023 : Le Ciel rouge (Roter Himmel)
- 2025 : Miroirs no 3

## Distinctions

### Récompenses
- Contrôle d'identité (Die Innere Sicherheit)
  - Prix du Film allemand (Deutscher Filmpreis) 2001 : meilleur film
  - Festival international du film de Thessalonique 2000 : Meilleur scénario, Mention spéciale de la FIPRESCI
  - Festival du film d'aventures de Valenciennes 2001 : Grand Prix
  - Prix des critiques de cinéma allemands 2002
- Rencontres Dangereuses (Toter Mann)
  - Prix de la télévision allemande (Deutsche Fernsehpreis) 2002 : meilleur réalisateur, meilleur comédien (André Hennicke)
  - Prix au festival de film de télévision de Baden-Baden 2002 : meilleur film
  - Prix Adolf Grimme 2003
- L'Ombre de l'Enfant (Wolfsburg)
  - Berlinale 2003 : Prix de la FIPRESCI (section Panorama)
  - Prix Adolf-Grimme 2005
- Fantômes (Gespenster) (2005)
  - Festival du film de Schwerin 2005 : prix Findling (Findlingspreis)
  - Prix des critiques de cinéma allemands 2006
- Yella
  - Prix des critiques de cinéma allemands (2007)
  - Berlinale 2007 : Ours d'argent de la meilleure actrice pour Nina Hoss
- Jerichow
  - Prix des critiques de cinéma allemands (2008)
- Barbara
  - Berlinale 2012 : Ours d'argent du meilleur réalisateur
- Phoenix
  - Festival de San Sebastian 2014 : Prix FIPRESCI
  - Festival du cinéma allemand de Paris 2014 : Prix du public
  - Festival de Seattle 2015 : Prix d'interprétation féminine pour Nina Hoss
  - Prix de l'Académie du Cinéma Allemand : Meilleure actrice dans un second rôle pour Nina Kunzendorf
- Ondine
  - Berlinale 2020 : Ours d'argent de la meilleure actrice pour Paula Beer
  - Berlinale 2020 : Prix FIPRESCI
  - Prix du cinéma européen 2020 : Prix du cinéma européen de la meilleure actrice pour Paula Beer
- Le Ciel rouge
  - Berlinale 2023 : Grand prix du jury de la Berlinale

### Nominations et sélections non récompensées
- Contrôle d'identité (Die Innere Sicherheit)
  - Lola du meilleur film (2001)
- L'Ombre de l'Enfant (Wolfsburg)
  - Lola du meilleur film (2004)
- Fantômes (Gespenster)
  - Berlinale 2005 : en compétition
- Jerichow
  - Mostra de Venise 2008 : en compétition
- Etwas Besseres als den Tod
  - Berlinale 2011 : section Forum

### Entretiens
- Entretien du réalisateur avec Amélie Dubois pour le mensuel Chronicart, mai 2012
- Christian Petzold répond au questionnaire, "Un cinéaste au fond des yeux", du magazine Télérama, mai 2012
- (de) Un entretien avec Christian Petzold sur Les podcasts de la Sorbonne nouvelle
- Un entretien sur le site fluctuat
- Entretien du réalisateur avec Jacques Mandelbaum pour le journal Le Monde, avril 2009
- Entretien pour le magazine les Inrockuptibles, avril 2009

### Articles
- Article de Frédéric Bonnaud sur Contrôle d'identité, janvier 2002
- Un article de Michael Athen sur les films de Christian Petzold sur le site du Goethe Institut Paris, janvier 2009